# Моара-дін-Гроапе
Моара-дін-Гроапе (рум. Moara din Groapă) — село у повіті Димбовіца в Румунії. Входить до складу комуни Корбій-Марі.
Село розташоване на відстані 50 км на захід від Бухареста, 43 км на південь від Тирговіште, 133 км на схід від Крайови, 125 км на південь від Брашова.

## Населення
За даними перепису населення 2002 року у селі проживали 190 осіб, усі — румуни. Усі жителі села рідною мовою назвали румунську.